# Fondation Auschwitz
La Fondation Auschwitz est une fondation belge fondée en 1980 à l'initiative d'une amicale d'anciens prisonniers politiques des camps de Silésie. Elle est présidée par Henri Goldberg. Depuis 2004 elle s'est dotée d'un centre d'études et de recherches, Mémoire d'Auschwitz, dirigé par l'historien belge Frédéric Crahay.

## Historique
Fondée en 1980, par Paul Halter (1920-2013), Maurice Goldstein (1922-1996), René Raindorf (1918-1998), trois survivants d'Auschwitz, et Henri Goldberg (1935-), un « enfant caché », elle succède à l'Amicale belge des ex-prisonniers politiques d'Auschwitz-Birkenau, camps et prisons de Silésie. Elle est présidée à l'origine par Paul Halter, jusqu'à la mort de celui-ci en 2013, auquel succède Henri Goldberg. En 2004, elle se dote d'un centre d'études et de recherches, Mémoire d'Auschwitz, dirigé par Frédéric Crahay et au sein duquel travaillent une dizaine de spécialistes, ce qui permet notamment le développement de la promotion de la recherche scientifique et des publications pluridisciplinaires.

## Mission
L'association vise à intégrer la mémoire des crimes perpétrés par les nazis dans la conscience historique contemporaine et prévenir ainsi la résurgence des idéologies ou des régimes qui foulent aux pieds la dignité et les libertés humaines. Les travaux et les projets qu’elle réalise s’inscrivent dans une perspective résolument pluridisciplinaire et s’élargissent à l’ensemble des crimes de masse et de crimes commis dans le long terme historique ou dans l’histoire contemporaine. Comme le directeur de Mémoire d'Auschwitz Frédéric Crahay l'a déclaré en 2016 dans une interview à Brussels Information Press, les activités de l'association ont fortement évolué depuis sa création.
Pour La Libre Belgique « la réalité historique de la Shoah est loin d'être admise : il faut poursuivre le travail historique. C'est la raison d'être depuis 1980 de la Fondation Auschwitz [...] La Fondation a décidé d'ouvrir les champs de ses interrogations à l'ensemble des phénomènes liés aux crimes de guerre et aux crimes d'État [...] et se veut désormais un lieu où les différentes sciences humaines — histoire, politique, sociologie, psychologie, psychanalyse, littérature, pédagogie, etc. — communiquent et dialoguent pour mieux comprendre le mécanisme des événements ».
Selon Le Soir « la Fondation Auschwitz assure en Belgique un rôle pédagogique et mémoriel majeur et son action dépasse le seul génocide juif ».
Inscrite dans le cadre du devoir de mémoire, la Fondation Auschwitz, comme son nom l'indique, a tout d'abord été centrée sur ce camp d'extermination et l'histoire du nazisme et de la Shoah ; au fil des années elle a élargi ses centres d'intérêt et de recherche au génocide des Tsiganes, mais aussi à tous les crimes de masse commis par des régimes autoritaires. De nombreux numéros de la revue scientifique Témoigner attestent de cet élargissement du champ d'étude de l'association, par exemple les articles consacrés au génocide des Tutsi au Rwanda (no 128), à la mémoire du génocide arménien (no 120)ou encore le dossier Au nom des victimes. Dictature et terreur d'État en Argentine, Chili et Uruguay (no 118).
Dans  le cadre de cette ouverture, la Fondation a coorganisé en 2009, une journée de réflexion sur le thème des migrants et de la migration en Belgique ou en 2015 un colloque intitulé « Quelle(s) mémoires pour le génocide des Arméniens ».
Elle soutient la promotion de publications d'analyses et de recherches scientifiques sur les processus génocidaires et leur contexte, notamment via l'octroi de deux prix et d'une bourse annuels . En 2019, les prix de la Fondation Auschwitz ont récompensé les travaux de Chiara Becatini pour sa thèse de doctorat sur l'histoire de quatre camps de transit et de concentration en Italie et en France, et de Baptiste Cogitore pour son film documentaire Le fantôme de Theresienstadt ; ils ont été remis par le président de la fondation Henri Goldberg à l'hôtel de ville de Bruxelles en présence du bourgmestre Philippe Close et de la ministre Sophie Wilmès. Elle a également mis en place un concours de dissertation,.
Mémoire d'Auschwitz organise également des animations en milieu scolaire, des expositions itinérantes et des voyages d'étude et de sensibilisation à Auschwitz et sur les sites des centres d'extermination nazis. Elle a aussi collaboré avec l'Association pour la mémoire de la Shoah pour la pose de pavés de mémoire, notamment à Forest en 2019.
En 2018, elle a coordonné un colloque international sur pour les 75 ans des Aktion Reinhardt et Aktion Erntefest.

## Bibliothèque et archives
Sa bibliothèque, ouverte au public, compte plus de 12 000 ouvrages, ainsi que 1 300 tirés à part et des centaines de revues. Depuis 1992, la Fondation Auschwitz est l'antenne belge du projet de collecte d'interviews de la Fortunoff Video Archive for Holocaust Testimonies de l'université Yale. Depuis lors, 235 témoignages de survivants ont été recueillis et conservés.

## Publications
La Fondation Auschwitz et Mémoire d'Auschwitz publient deux fois par an une revue scientifique, internationale et pluridisciplinaire, Témoigner. Entre Histoire et Mémoire,. Mémoire d'Auschwitz édite également un bulletin pédagogique trimestriel gratuit, Traces de mémoire  qui propose une offre thématique didactique et pédagogique.